# 黄乃正
黄乃正（英語：Henry Wong，1950年11月25日—），香港有机化学家，籍贯广东台山三八鎮（今白沙镇），香港中文大學化學系榮休教授、中国科学院院士；歷任新亞書院院長、香港中文大學副校長、理學院院長。此外，他也是在上海有机化学研究所沪港化学合成联合实验室管理委员会主席、南方科技大學长期杰出客座教授、香港中文大学（深圳）校长学勤讲座教授等多所中国内地大学的客座及顾问教授。

## 背景
黃乃正在1956年畢業於香港嶺英中學幼稚園部，1968年畢業於聖保羅男女中學中五年級，與香港樹仁大學教授及副校長（學術）孫天倫及兒科醫生李家仁為同屆畢業生。黄乃正於1973年從香港中文大學聯合書院化學系以一級榮譽畢業。他於1973-1976年遠赴伦敦大学学院進修，师从Franz Sondheimer教授，並获博士学位。其後亦於1976-78年間前往哈佛大学進行博士后研究，其時师从羅伯特·伯恩斯·伍德沃德。
博士后研究结束後，他首先返回母校伦敦大学学院出任拉姆齐纪念研究所研究员，任期兩年。
他亦曾經出任中国科学院上海有机化学研究所副研究员，以及香港理工学院讲师。1983年起，他返回母校中文大學出任化學系讲师，並先後於1986及1996年兩度晉升為高級講師及教授。
其後，他在2002-2010年間及2013年起，兩度出任中大新亞書院院長，是第一位科學家出身的新亞院長（而以往多由文科或社會科學學者出任）；而在2009年至2013年間，亦曾出任中文大学副校长。2013年起，他晉升為中大理学院院长。
他於2018年4月30日從中大理學院院長一職上退休，並於翌日獲授予香港中文大学榮休教授名譽，而他會繼續其研究工作至不予續約為止。至于新亚书院院长职位，他已承諾於2018-2020年任滿後不再連任，隨後於2020年12月31日正式卸任。

## 榮譽
- 1997年獲得國家自然科學二等獎
- 1999年当选为中国科学院院士
- 2000年獲得香港裘槎基金會傑出研究獎（1999-2000年）
- 2004年当选为發展中世界科學院院士
- 2015年当选为香港科學院院士
- 2018年獲得香港中文大學榮休教授名號

## 職務
- 1978-1980年：伦敦大学学院拉姆齐纪念研究所研究员
- 1980-1982年：中国科学院上海有机化学研究所副研究员
- 1982-1983年：香港理工学院讲师
- 1983-2018年4月30日：香港中文大學化學系教員（初為講師，後於1986及1996年兩度晉升為高級講師及教授）
- 1998年起：中国科学院上海有机化学研究所沪港化学合成联合实验室主任、兼职教授
- 2002-2010年及2013-2020年：中大新亞書院院長
- 2009-2013年：香港中文大学副校长
- 2013-2018年4月30日：香港中文大學理學院院長
- 2018年5月1日起：香港中文大學化學系研究人員（榮休教授身份）
- 2018年起：南方科技大學長期訪問傑出教授

## 爭議

### 新亞書院院長第一任期
- 在2005年，當時第一次出任新亞書院院長的黃乃正，被指在未經諮詢下，批准樂群館地下林耀明夫人堂加建玻璃門工程，並將該場地由學生會收歸院務處管理，對學生使用該空間造成不便。

### 新亞書院院長第二任期
- 在2016年新亞書院新生入學典禮致辭時，院長黃乃正誤將新亞「68週年校慶」讀為「60週年院慶」（當年適逢其曾經就讀的聯合書院60週年院慶）；此外，黃氏每年平均四分之一日子因為要到上海或深圳指導研究團隊而缺勤，而且沒有出席任何書院「四大活動」，被批評對新亞書院事務毫不投入。
- 在2017年中大張貼港獨海報爭議，以及香港中文大學學生會前會長周竪峰被指侮辱内地學生一事，身為新亞院長的黃乃正教授被指立場偏頗，在事件仍在爭議時以書院名義發文批評周的行為；其後，書院學生會亦有就此發文出聲明回應。[3][4]。而黃教授本人事後則以「對周竪峰「愛之深責之切」[5]，不希望事件繼續發酵，希望事件能夠盡快告一段落[6]」向公眾回應。但是，各界就此爭議事件立場及說法仍然不一。
- 而在2017年商議續任新亞院長一事上，黃教授被批評意圖長時間領導新亞書院，有戀棧權力之嫌；亦有批評指由科學家領導以人文學科起家的新亞書院並不恰當。最後，他在同年年尾的下任院長諮詢大會上作出承諾，宣佈他雖然會接受任命，但只會續任至2020年12月31日任滿後退休。他的兩次新亞院長任期合計為15年，僅次於創院校長錢穆的16年。